# Ōe no Yoshitoki
Ōe no Yoshitoki (大江嘉言; ... – 1009) è stato un poeta giapponese waka del medio periodo Heian.
Il suo bisnonno è Ōe no Safuru e suo padre Ōe no Nakanobu. Ha fatto parte del clan Yuge per un certo periodo e poi si è unito al clan Ōe. Il suo nome è incluso nell'elenco antologico Chūko Sanjūrokkasen.

## Biografia
Iniziò a studiare composizione poetica nel 992. Nel 1009 fu nominato governatore della provincia di Tsushima e si ritiene che vi sia morto poco dopo.

## Opera poetica
Ha partecipato a vari concorsi di waka nel 993 e nel 1003. Ebbe rapporti artistici con il monaco Nōin, Fujiwara no Nagatō e Minamoto no Michinari.
La sua personale raccolta di poesie si chiama Ōe no Yoshitoki-shū (大江嘉言集) e include Zotoka (poesia scambiata tra un uomo e una donna) sulla sua partenza dalla capitale come Tsushima no Kami (governatore della provincia di Tsushima) ed elegie sulla sua morte. Trentuno delle sue poesie sono incluse in varie antologie imperiali tra cui lo Shūi Wakashū.